# Кранмер, Томас
Томас Кранмер (англ. Thomas Cranmer) (2 июля 1489—21 марта 1556) — лидер английской Реформации и архиепископ Кентерберийский во время правления Генриха VIII, Эдуарда VI и, на короткое время, Марии I. Он помогал в обосновании аннулирования брака Генриха с Екатериной Арагонской, который был одной из причин отделения англиканской церкви от католической. Вместе с Томасом Кромвелем он поддерживал принцип королевского верховенства, в соответствии с которым король в своём королевстве считался главой церкви.
За время пребывания Кранмера на посту архиепископа Кентерберийского, он создал первые доктринальные и литургические структуры реформированной англиканской церкви. Во время правления Генриха Кранмер не произвел почти никаких радикальных реформ в церкви из-за борьбы за власть между религиозными консерваторами и реформаторами. Он опубликовал первое официально разрешенный вернакуляр — Увещевание и Литанию.
Когда Эдуард взошёл на трон, Кранмеру удалось произвести важные реформы. Он написал и составил первые два издания «Книги общих молитв», полной литургии для английской церкви. С помощью нескольких реформаторов с континента, которым он предоставил убежище, он изменил учение по таким вопросам, как евхаристия, целибат священников, роль изображений в местах поклонения и почитание святых. Кранмер проповедовал новые доктрины в «Молитвеннике», «Проповедях» и других публикациях.
После воцарения католички Марии I Кранмер предстал перед судом за измену и ересь. Пробыв в тюрьме более двух лет под давлением церковных властей, он несколько раз отрекался и, очевидно, примирился с католической церковью. Хотя в обычных обстоятельствах это оправдало бы его, Мария хотела, чтобы он был казнён, и в день казни он отозвал своё отречение, чтобы умереть еретиком для католиков и мучеником за принципы английской Реформации. Смерть Кранмера была увековечена в «Книге мучеников» Фокса, а его идеи продолжают жить в англиканской церкви через «Книгу общей молитвы» и «Тридцать девять статей», англиканское исповедание веры, основанное на его трудах.

## Биография

### Происхождение
Кранмер родился в 1489 году в Аслактоне, Ноттингемшир. Он был младшим сыном Томаса Кранмера от его жены Агнес Хэтфилд. Томас Кранмер имел скромное состояние, но происходил из состоятельной дворянской семьи, которая получила своё название от поместья Кранмер в Линкольншире. На памятном камне одного из его родственников в церкви Св. Иоанна Беверли, Уоттон, недалеко от Аслактона, написано следующее: «здесь покоится Томас Кранмер, эсквайр, который умер 27 мая в год нашего господина 1601 г., на душу которого Бог взирает с милосердием. Аминь» (лат. Hic jacet Thomas Cranmer, Armiger, qui obiit vicesimo septimo die mensis Maii, anno d (omi) ni. MD centesimo primo, cui (us) a (n) i (ma) ep (ro) p (i) cietur Deus Amen). Затем зображён герб семейств Кранмеров и Аслактонов. Это фигура мужчины с распущенными волосами и в платье, с кошельком на правой стороне. Их старший сын, Джон Крэнмер, унаследовал семейное поместье, а Томас и его младший брат Эдмунд стали клириками.

### Ранние годы (1489—1527)
Историкам пока ничего не известно о начальном образовании Кранмера. Вероятно, он посещал школу в своей деревне. В возрасте четырнадцати лет, через два года после смерти отца, он был отправлен в недавно созданный колледж Иисуса в Кембридже. Ему потребовалось восемь лет, чтобы получить степень бакалавра гуманитарных наук по предметам: логика, классическая литература и философия. В это время он начал собирать библиотеку средневековых схоластических книг, которую он бережно хранил на протяжении всей своей жизни. Для получения степени магистра он изучал гуманистов, Жака Лефевра д’Этапля и Эразма. Кранмер окончил курс за три года. Вскоре после получения степени магистра гуманитарных наук в 1515 году он стал членом товарищества колледжа.
Через некоторое время после того, как Кранмер получил степень магистра, он женился на женщине по имени Джоан. Хотя он ещё не был священником, он был вынужден отказаться от членства, что привело к потере его места жительства в колледже. Чтобы прокормить себя и свою жену, он устроился преподавателем в Букингемский колледж (позже преобразованный в Колледж Магдалины). Когда Джоан умерла во время своих первых родов, колледж Иисуса проявил своё уважение к Кранмеру, восстановив его членство. Он начал изучать богословие и к 1520 году был рукоположён, университет уже называл его одним из своих проповедников. Он получил степень доктора богословия в 1526 г.
О взглядах и опыте Кранмера за три десятилетия его работы в Кембридже известно мало. Традиционно его изображают гуманистом, чей энтузиазм в изучении Библии подготовил его к принятию лютеранских идей, которые распространялись в 1520-х годах. Изучение его маргиналий показывает раннюю антипатию к Мартину Лютеру и восхищение Эразмом. Когда кардинал Уолси, лорд-канцлер короля, избрал несколько Кембриджских ученых, в том числе Эдварда Ли, Стивена Гардинера и Ричарда Сэмпсона, чтобы послать их дипломатами в страны Европы, Кранмер был выбран, чтобы занять второстепенную роль в английском посольстве в Испании. Два недавно открытых письма, написанные Кранмером описывают раннюю встречу с королем Англии Генрихом VIII: по возвращении Кранмера из Испании, в июне 1527 г., король лично беседовал с Кранмером в течение получаса. После беседы Кранмер называл короля «самым добрым из принцев».

### На службе у Генриха VIII (1527—1532)
Первый брак Генриха VIII был заключён в 1502 году, когда умер его старший брат Артур. Их отец, Генрих VII, обручил будущего короля за вдову Артура, Екатерину Арагонскую. Обручение немедленно вызвало вопросы, связанные с библейским запретом (в Левит 18 и 20) на брак с женой брата. Пара повенчалась в 1509 году, а после серии выкидышей в 1516 году родилась дочь Мария. К 1520-му году у Генриха все ещё не было сына, который мог бы быть наследником, и он воспринял это как верный признак гнева Бога и сделал запрос в Ватикан об аннулировании брака. Он поручил кардиналу Уолси вести его дело; Уолси начал с консультаций с университетскими экспертами. С 1527 года, в дополнение к своим обязанностям члена совета колледжа, Кранмер принимал участие в процедуре аннулирования.
В середине 1529 года Кранмер останавливался у родственников в Уолтемском Святом Кресте Waltham Abbey (parish), чтобы избежать вспышки чумы в Кембридже. К нему присоединились двое его сотрудников из Кембриджа, Стивен Гардинер и Эдвард Фокс. Все трое обсудили проблему аннулирования, и Кранмер предложил отложить судебное дело в Риме в пользу общего опроса мнений университетских богословов по всей Европе. Когда Гардинер и Фокс представили королю этот план, Генрих проявил к нему большой интерес. Неизвестно, одобрил ли этот план сам король или же его новый лорд-канцлер Томас Мор. В конце концов план был реализован, и Кранмера попросили присоединиться к королевской делегации в Риме, для выяснения мнений университетов. Эдвард Фокс координировал усилия по исследованиям, и команда подготовила «Достаточно обильные собрания» (лат. Collectanea Satis Copiosa) и «Определения» — историческое и богословское подтверждение того, что король осуществляет высшую юрисдикцию над церковью в своём королевстве.
В этот период произошёл первый контакт Кранмера с континентальным реформатором Симоном Гринэем, гуманистом из Базеля, последователем швейцарских реформаторов Ульриха Цвингли и Иоганна Эколампадия. В середине 1531 года Гриней совершил длительный визит в Англию, чтобы предложить себя в качестве посредника между королем и континентальными реформаторами. Он подружился с Кранмером и после своего возвращения в Базель написал о Кранмере немецкому реформатору Мартину Буцеру в Страсбург. Ранние контакты Гринэя положили начало возможным отношениям Кранмера со страсбургскими и швейцарскими реформаторами.
В январе 1532 года Кранмер был назначен послом-резидентом при дворе императора Священной Римской империи Карла V. Поскольку император путешествовал по своим владениям, Кранмер должен был следовать за ним в его резиденцию в Регенсбург. По пути он посетил лютеранский город Нюрнберг и впервые увидел результаты Реформации. Когда императорский рейхстаг был перенесён в Нюрнберг, он встретил руководителя нюрнбергских реформ Андреаса Осиандера. Они стали хорошими друзьями, и Кранмер женился на Маргарет, племяннице жены Осиандера. Он не считал её своей любовницей, как это было принято у священников, которые не хотели открыто нарушать целибат. Ученые отмечают, что Кранмер, хотя и умеренно на этом этапе, начал соглашаться с некоторыми лютеранскими принципами. Этот успех в его личной жизни не соответствовал его успехам в политике, поскольку он не смог убедить Карла, племянника Екатерины, поддержать расторжение брака его тети.

### Назначение на должность архиепископа (1532—1534)
В то время как Кранмер следовал за Карлом через Италию, он получил письмо короля от 1 октября 1532 г., в котором сообщалось, что он был назначен новым архиепископом Кентерберийским после смерти архиепископа Уильяма Уорхэма. Кранмеру было приказано вернуться в Англию. Назначение было обеспечено семьей Анны Болейн, за которой ухаживал Генрих. Когда о повышении Кранмера стало известно в Лондоне, это вызвало большое удивление, поскольку ранее Кранмер занимал лишь второстепенные должности в церкви. Кранмер покинул Мантую 19 ноября и прибыл в Англию в начале января. Генрих лично финансировал папские буллы, необходимые для назначения Кранмера архиепископом. Буллы были легко приобретены, потому что папский нунций получил приказ из Рима угодить англичанам, чтобы предотвратить окончательный разрыв. Буллы прибыли 26 марта 1533 года, и 30 марта Кранмер был посвящён в епископы в часовне Святого Стефана Джоном Лонглендом, епископом Линкольна; Джон Веси, епископ Эксетера; и Генри Стэндиш, епископ Святого Асафа. Даже пока они ждали буллы, Кранмер продолжал работать над процедурой аннулирования, которая потребовала большей срочности после того, как Анна объявила о своей беременности. Генрих и Анна тайно поженились 24 или 25 января 1533 года в присутствии горстки свидетелей. Кранмер узнал о браке только через две недели (14 дней).
В течение следующих нескольких месяцев Кранмер и король работали над установлением юридических процедур, определяющих, как брак монарха будет оцениваться его высшим духовенством. Несколько проектов сохранились в их переписке. После согласования процедур 10 мая Кранмер открыл судебные заседания, пригласив Генриха и Екатерину Арагонскую. Гардинер представлял короля; Екатерина не появилась и не прислала доверенных. 23 мая Кранмер вынес решение, что брак Генриха с Екатериной был против закона Бога. Он даже пригрозил отлучением, если Генрих не разведётся с Екатериной. Теперь Генрих был свободен жениться, и 28 мая Кранмер подтвердил брак Генриха и Анны. 1 июня Кранмер лично короновал Анну и передал ей скипетр и жезл. Папа Климент VII был в ярости из-за этого неповиновения, но он не мог предпринять решительных действий, поскольку на него оказывали давление другие монархи, которые не хотели окончательного разрыва с Англией. 9 июля он временно отлучил Генриха и его советников (в том числе Кранмера), если он не откажется от Анны к концу сентября. Генрих остался в браке с Анной, и 7 сентября она родила Елизавету. Кранмер крестил её сразу же после этого и стал одним из её крёстных.
Трудно оценить, как развивались богословские взгляды Кранмера со времен его пребывания в Кембридже. Есть свидетельства того, что он продолжал поддерживать гуманизм; так, он продолжил выплату пенсии Эразму, который ранее была предоставлена ему архиепископом Уорхэмом. В июне 1533 года он столкнулся с трудной задачей: не только наказать реформатора, но и приговорить его к сожжению на костре. Джон Фрит был приговорен к смерти за свои взгляды на евхаристию: он отрицал пресуществление. Кранмер лично пытался убедить его изменить свои взгляды, но безуспешно. Хотя он отвергал радикализм Фрита, в 1534 году он ясно дал понять, что порвал с Римом и идёт новым курсом. Он поддерживал реформу, постепенно заменяя старый состав духовенства людьми, которые следовали новым идеям, такими как Хью Латимер. Он вмешивался в религиозные споры, поддерживая реформаторов, к разочарованию религиозных консерваторов, желавших сохранить связь с Римом.

### Наместничество Кромвеля (1535—1538)
Кранмер не сразу был принят епископами. Когда он совершал каноническое посещение, ему приходилось избегать мест, где консервативный епископ мог бросить личный вызов его авторитету. В 1535 году у Кранмера были трудные встречи с несколькими епископами, в том числе с Джоном Стоксли, Джоном Лонгландом и Стивеном Гардинером. Они возражали против власти и титула Кранмера и утверждали, что «Акт о супрематии» не определяет его роль. Это побудило Томаса Кромвеля, главного министра короля, создать и занять должность наместника, заместителя верховного главы церковных дел. Он сформировал ещё один набор институтов, давших четкую структуру королевской власти над церковью. Таким образом, наместник Кромвель затмил архиепископа в отношении духовной юрисдикции короля. Нет никаких доказательств того, что Кранмер был недоволен своим положением младшего партнёра. Хотя он был исключительным ученым, ему не хватало политических способностей, чтобы одолеть даже оппонентов среди духовенства. Это было поручено сделать Кромвелю.
29 января 1536 года, когда у Анны случился выкидыш, король снова начал размышлять о библейских запретах, преследовавших его во время его брака с Екатериной Арагонской. Вскоре после выкидыша король заинтересовался Джейн Сеймур. К 24 апреля он поручил Кромвелю подготовить дело о разводе. Не зная об этих планах, Кранмер продолжал писать письма Кромвелю по второстепенным вопросам до 22 апреля. 2 мая Анна была отправлена в лондонский Тауэр, а Крэнмер был срочно вызван Кромвелем. На следующий же день Кранмер написал письмо королю, в котором выразил свои сомнения относительно виновности королевы, подчеркнув своё уважение к Анне. После того, как оно было доставлено, Кранмер смирился с тем, что конец брака с Анной был неизбежен. 16 мая он встретился с Анной в Тауэре и выслушал её исповедь, а на следующий день объявил брак недействительным. Два дня спустя Анна была казнена. Кранмер был одним из немногих, кто публично оплакивал её смерть.
Наместничество поставило ход реформ под контроль короля. Был установлен баланс между консерваторами и реформаторами, и это было закреплено в «Десяти статьях», первой попытке определить верования церкви Генриха. Статьи состояли из двух частей. Первые пять статей были реформаторскими, в них признавались только три из семи прежних таинств: крещение, евхаристию и покаяние. Последние пять статей касались роли образов, святых, обрядов и церемоний, а также чистилища, и они отражали взгляды консерваторов. Сохранились два ранних варианта документа, над которыми работали две разные группы богословов. Конкуренция между консерваторами и реформаторами обнаруживается в соперничающих редакционных исправлениях, сделанных Кранмером и Кутбертом Тунстоллом, епископом Даремским. В финальном варианте статей было то, что удовлетворяло и не удовлетворяло обе стороны. 11 июля Кранмер, Кромвель и собор, подписались под Десятью статьями.
В конце 1536 года на севере Англии произошла серия восстаний, известных под общим названием «Благодатное паломничество», реакция на политику Генриха. Кромвель и Кранмер были главными целями протестующих. Пока Кромвель и король подавляли восстание, Кранмер держался в тени. После того, как стало ясно, что режим Генриха в безопасности, правительство взяло на себя инициативу исправить очевидную несостоятельность Десяти статей. Результатом нескольких месяцев дебатов стала книга «Наставление христианина», первое издание которой известно под неофициальным названием «Книга епископов». Книга была представлена в феврале 1537 года на первом всецерковном наместническом синоде. Кромвель открыл слушания, но по мере их развития Кранмер и Фокс взяли председательство и координацию на себя. Фокс выполнил большую часть финального редактирования, и книга была опубликована в конце сентября.
Даже после публикации статус книги оставался неопределённым, потому что король не оказал ей полной поддержки. В черновике письма Генрих отметил, что не читал книгу, но поддержал её издание. Его внимание, скорее всего, было занято беременностью Джейн Сеймур и рождением наследника мужского пола, Эдуарда, которого Генри так долго ждал. Джейн умерла вскоре после родов, и её похороны прошли 12 ноября. В том же месяце Генрих начал работать над «Книгой епископов»; его поправки были отправлены Кранмеру, Сэмпсону и другим на рассмотрение. Ответы Кранмера королю были гораздо более конфронтационными, чем ответы его коллег, и он писал гораздо более подробно. Его ответы содержат утверждение таких реформатских доктрины, такие как оправдание верой (лат. sola fide) и предопределение. Его аргументы не убедили короля. Новое исповедание веры с публикацией книги короля были отложено до 1543 года.
В 1538 году король и Кромвель договорились с лютеранскими князьями о подробном обсуждении вопроса о формировании политического и религиозного союза. Генрих искал контакты с Шмалькальденской лигой с середины 1537 года. Лютеран это обрадовало, и они отправили совместную делегацию из разных городов Германии, в том числе коллегу Мартина Лютера Фридриха Микония. Делегаты прибыли в Англию 27 мая 1538 года. После первых встреч с королем, Кромвелем и Кранмером обсуждение теологических разногласий было перенесено в Ламбетский дворец под председательством Кранмера. Прогресс по соглашению был медленным отчасти из-за того, что Кромвель был слишком занят, чтобы помочь ускорить разбирательство, а отчасти из-за английской делегации, в которой соотношение консерваторов и реформаторов было неравномерным. Переговоры затянулись, немцы, несмотря на все усилия архиепископа, были утомлены. В конце концов результаты переговоров были полностью сведены на нет назначенцем короля. Коллега Кранмера, Эдвард Фокс, входивший в Тайный совет Генриха, умер в начале того года. Король назначил вместо себя консервативного соперника Кранмера, Катберта Танстолла, которому было приказано оставаться рядом с Генрихом и давать советы. 5 августа, когда немецкие делегаты направили королю письмо по трём вопросам, которые их особенно беспокоили (целибат, отказ мирянам в чаше во время евхаристии и совершение месс за умерших), Танстолл вмешался и смог повлиять на решение Генриха. В результате король полностью отверг многие из главных идей немцев. Хотя Кранмер умолял немцев продолжить переговоры, используя аргумент «принять во внимание многие тысячи душ в Англии», они уехали 1 октября, не добившись существенных результатов.

### Отмена реформ (1539—1542)
Немецкий реформатор Филипп Меланхтон знал, что Генрих восхищался им. В начале 1539 года Меланхтон написал несколько писем Генриху, критикуя его взгляды на религию, в частности, его поддержку безбрачия священников. К концу апреля прибыла ещё одна делегация лютеранских князей, чтобы развить наставления Меланхтона. Кромвель написал письмо королю в поддержку новой лютеранской миссии. В ответ Король начал менять свою позицию и сосредоточился на завоевании доверия мнения консерваторов Англии, а не на установлении связей с лютеранами. 28 апреля 1539 г. впервые за три года собрался парламент. На нём присутствовал Кранмер, но Кромвель не смог приехать из-за плохого состояния здоровья. 5 мая Палата лордов создала комитет с обычным религиозным балансом между консерваторами и реформаторами для изучения доктрин. Комитету было предоставлено мало времени на детальную работу, необходимую для тщательного пересмотра. 16 мая герцог Норфолк сделал заключение, что комитет ни о чём не договорился, и предложил лордам изучить шесть доктринальных вопросов, которые в конечном итоге легли в основу «Шести статей». Они подтвердили консервативное толкование доктрин, таких как пресуществление, целибат и необходимость устной исповеди грехов священнику. Когда Закон о шести статьях был близок к принятию в парламенте, Кранмер перевез свою жену и детей из Англии в безопасное место. До этого времени семья скрывалась, скорее всего, во дворце Форд в Кенте. Закон был принят парламентом в конце июня, и он вынудил Латимера и Николаса Шэкстона уйти в отставку из своих епархий, поскольку они открыто выступали против этой меры.
Неудача для реформаторов была недолгой. К сентябрю Генрих был недоволен результатами Закона и его авторов; всегда верные реформам Кранмер и Кромвель снова были востребованы. Король попросил своего архиепископа написать новое предисловие к Большой Библии, английскому переводу Библии, который был впервые опубликован в апреле 1539 года под руководством Кромвеля. Предисловие было написано в форме проповеди, адресованной читателям. Сам Кромвель, был обрадован тем, что его план брака между Генрихом и Анной Клевской, сестрой немецкого принца, был принят королем. По мнению Кромвеля, брак потенциально может восстановить контакты с Шмалькальденской лигой. Генрих был встревожен, когда они с Анной впервые встретились 1 января 1540 года, но неохотно женился на ней 6 января на церемонии, проведённой Кранмером. Брак закончился катастрофой, поскольку Генрих решил, что он подаст на королевский развод. Это привело к тому, что Генрих оказался в затруднительном положении, от последствий этого пострадал Кромвель. Его старые враги, в том числе герцог Норфолк, воспользовались ослабленным Кромвелем, и 10 июня он был арестован. Он сразу потерял поддержку всех своих друзей, включая Кранмера. Как Кранмер сделал для Анны Болейн, он написал письмо королю, защищая прошлые работы Кромвеля. Брак Генриха с Анной Клевской был быстро аннулирован 9 июля вице-генеральным синодом, возглавляемым теперь Кранмером и Гардинером.
После аннулирования Кромвель был казнен. Кранмер теперь оказался на видном политическом посту, и заменить его на нём было некому. На протяжении оставшейся части правления Генриха он держался за власть Генриха. Король полностью доверял ему, а взамен Кранмер не мог ничего утаить от короля. В конце июня 1541 года Генрих со своей новой женой Екатериной Говард отправился в свой первый визит на север Англии. Кранмер остался в Лондоне в качестве члена совета, который занимался делами короля в его отсутствие. Его коллегами были лорд-канцлер Томас Одли и Эдвард Сеймур, граф Хертфорд. Это было первое серьёзное светское поручение Кранмера. В октябре, когда король и королева отсутствовали, реформатор по имени Джон Ласселлес сообщил Кранмеру, что у Екатерины имеются внебрачные связи. Кранмер передал информацию Одли и Сеймуру, и они решили дождаться возвращения Генриха. Боясь рассердить короля, Одли и Сеймур предложили Кранмеру сообщить Генриху эту новость самостоятельно. Кранмер передал Генри послание во время мессы в День всех святых. Расследование показало, что подозрение оказалось истинным, и в феврале 1542 года Екатерина была казнена.

### Поддержка короля (1543—1547)
В 1543 году несколько консервативных священнослужителей Кента объединились, чтобы осудить двух реформаторов, Ричарда Тернера и Джона Блэнда, перед Тайным советом. Они подготовили обвинительные статьи для последующего рассмотрения в совете, но в последний момент племянник Стивена Гардинера, Жермен Гардинер, добавил дополнительные обвинения. Эти новые статьи содержали выпады против Кранмера и перечисление его проступков до 1541 года. Этот документ и последующие действия легли в основу так называемого заговора пребендариев. Статьи были доставлены в Совет в Лондоне и, вероятно, были прочитаны 22 апреля 1543 года. Скорее всего, король увидел статьи против Кранмера в ту ночь. Архиепископ не подозревал об этих нападках. Его уполномоченные в Ламбете занимались делом Тернера, в котором последний был оправдан, к большому гневу консерваторов.
Ещё во время заговора против Кранмера, реформаторы подверглись атакам на других фронтах. 20 апреля Собор вновь собрался для рассмотрения пересмотра «Книги епископов». Кранмер председательствовал в подкомитетах, но консерваторы смогли опровергнуть многие идеи реформаторов, включая оправдание верой. 5 мая была выпущена новая редакция под названием «Необходимые доктрины и наставление для любого христианина» или «Королевская книга». С доктринальной точки зрения, она была гораздо более консервативной, чем «Книга епископов». 10 мая реформаторы получили ещё один удар. Парламент принял «Закон о развитии истинной религии», который запретил «ошибочные книги» и ограничил чтение Библии на английском языке лицами, имеющими благородное происхождение. С мая по август реформаторов допросили, заставили отречься или посадили в тюрьму.
В течение пяти месяцев Генрих не предпринимал никаких действий по обвинениям в адрес своего архиепископа. В конце концов, заговор был раскрыт Кранмеру самим королем. По словам секретаря Кранмера, Ральфа Мориса, где-то в сентябре 1543 года король показал Кранмеру документ, в котором резюмировались выдвинутые против него обвинения. Должно было быть начато расследование, и Кранмер был назначен главным следователем. Были проведены внезапные обыски, собраны доказательства и определены руководители заговора. Обычно Кранмер сразу же низлагал причастных к заговору священнослужителей, но потом прощал их и продолжал пользоваться их услугами. Чтобы засвидетельствовать своё доверие, Генрих дал Кранмеру своё личное кольцо. Когда Тайный совет арестовал Кранмера в конце ноября, дворяне были сбиты с толку символом доверия короля к нему. Победа Кранмера закончилась заключением в тюрьму двух руководителей заговора и казнью Жермена Гардинера.
В атмосфере, благоприятной для Кранмера, он предпринимал тихие попытки реформировать Церковь, особенно литургию. 27 мая 1544 года было опубликовано первый официально разрешенный вернакуляр — «Увещевание и Литания». Он сохранился сегодня с небольшими изменениями в «Книге общих молитв». Во время традиционной литании возносятся молитвы к святым, но Кранмер полностью изменил это положение, отрезав любую возможность для такого почитания. В палату общин было избрано больше сторонников Реформации, и было принято новое законодательство, ограничивающее действие «Закона о шести статьях» и «Закона о развитии истинной религии».
В 1546 году коалиция консерваторов, в которую входили Гардинер, герцог Норфолк, лорд-канцлер Ризли и епископ Лондона Эдмунд Боннер, предприняли последнюю попытку бросить вызов реформаторам. Они начали преследование нескольких реформаторов, связанных с Кранмером. Некоторые, такие как Ласселл, были сожжены на костре. Влиятельные реформатские аристократы Эдвард Сеймур и Джон Дадли вернулись в Англию из-за границы и смогли переломить ситуацию не в пользу консерваторов. Чашу весов склонили два инцидента. Гардинер был опозорен перед королем, когда отказался дать согласие на обмен епископскими поместьями, а сын герцога Норфолка был обвинен в измене и казнен. Нет никаких доказательств того, что Кранмер играл какую-либо роль в этих политических играх, и не было никаких дальнейших заговоров, поскольку в последние месяцы жизни здоровье короля пошло на убыль. Кранмер исполнил свои последние обязанности перед королём 28 января 1547 года, когда произнес реформатское исповедание веры, взяв Генриха за руку вместо того, чтобы дать совершить свой последний обряд. Кранмер оплакивал смерть Генриха, позже стали говорить, что он отрастил бороду, чтобы продемонстрировал своё горе. Борода также была признаком его разрыва с прошлым. Континентальные реформаторы отращивали бороды, чтобы отметить своё неприятие старой церкви, и это значение бороды у церковных деятелей хорошо понимали и в Англии. 31 января он был среди исполнителей последней воли короля, в соответствии с которой Эдуард Сеймур был назначен лордом-протектором сына Генриха — короля Эдуарда VI, которому на тот момент было всего 9 лет.

### Иностранные богословы и реформатские доктрины (1547—1549)
При регентстве Сеймура реформаторы теперь были частью правительства. Королевское посещение провинций произошло в августе 1547 года, и каждому приходу, который посетил король, было поручено получить копию «Гомилий». Эта книга состояла из двенадцати проповедей, четыре из которых были написаны Кранмером. Его приверженность доктрине оправдания верой вызвало резкую реакцию Гардинера. В «Проповеди о добрых делах, приложенных к вере» Кранмер подверг критике монашество и важность различных обрядов, связанных с литургическими церемониями. Таким образом, он сузил круг добрых дел, которые считались необходимыми, и установил необходимость веры. В каждом посещенном приходе были также введены предписания, постановляющие «… уничтожить любое изображение, к которому есть какое-либо подозрение на почитание».
Евхаристические взгляды Кранмера, которые уже отошли от официальной католической доктрины, получили новый толчок со стороны континентальных реформаторов. Кранмер находился в контакте с Мартином Буцером с того времени, когда были установлены первые контакты с Шмалькальденской лигой. Отношения Кранмера и Буцера стали ещё более тесными из-за победы Карла V над Лигой в Мюльберге, в результате чего Англия осталось единственной крупной страной, дававшей убежище преследуемым реформаторам. Кранмер написал письмо Буцеру (ныне утерянное) с вопросами по доктрине евхаристии. В ответе Буцера от 28 ноября 1547 года отрицалось пресуществление. Письмо было доставлено Кранмеру двумя итальянскими теологами-реформаторами, Петром Мучеником и Бернардино Окино, которых предложили найти убежище в Англии. Мученик также принес с собой послание Ad Caesarium Monachum, написанное якобы Иоанном Златоустом (ныне считающееся подделкой), которое, по всей видимости, оказывало патристическую поддержку против пресуществления. Эти документы должны были повлиять на убеждения Кранмера о Евхаристии.
В марте 1549 г. Страсбург вынудил Мартина Буцера и Пола Фагиуса уехать. Кранмер немедленно пригласил реформаторов приехать в Англию и пообещал, что они смогут преподавать в английских университетах. Когда они прибыли 25 апреля, Кранмер был особенно рад встретиться с Буцером лицом к лицу после восемнадцати лет переписки. Ему нужны были эти ученые, чтобы обучать новое поколение проповедников, а также помогать в реформировании литургии и доктрин. Его приглашения принял также польский реформатор Ян Ласки. Осиандера и Меланхтона приехать в Англию Кранмер убедить не смог.

### «Книга общих молитв»(1548—1549)
По мере распространения использования английского языка в богослужениях необходимость в единой форме церковной литургии стала очевидной. Первоначальные собрания того, что в конечном счёте стало «Книгой общих молитв» 1549 года, проводились в бывшем аббатстве Чертси и в Виндзорском замке в сентябре 1548 года. Список участников можно восстановить только частично, но известно, что между консерваторами и реформаторами существовал баланс. За этими встречами последовали прения по евхаристии в Палате лордов, которые происходили с 14 по 19 декабря. Кранмер публично заявил в ходе этих дебатов, что он отказался от доктрины пресуществления и верит, что евхаристическое присутствие было только духовным. Парламент поддержал публикацию «Молитвенника» после Рождества, приняв Закон о единообразии 1549 года; затем он узаконил церковный брак.
Трудно установить, какая часть «Молитвенника» является личным сочинением Кранмера. Поколения ученых-богословов смогли найти источники, которые он использовал, включая Сарумский обряд, сочинения Германа фон Вида и несколько лютеранских источников, включая Осиандера и Юстуса Йонаса. Более трудной задачей является определить, как и кем Кранмер работал над книгой. Несмотря на незнание того, кто мог ему помочь, ему отдают должное за редакцию и общую структуру книги.
Использование нового «Молитвенника» стало обязательным 9 июня 1549 года. Это вызвало серию протестов, известную теперь как Восстание Молитвенников, в Девоне и Корнуолле, где английский язык в церковном богослужении ещё не был широко распространён. К началу июля восстание распространилось на другие части восточной Англии. Мятежники выдвинули ряд требований, включая восстановление «Шести Статей», использование латыни для мессы подаваемым мирянам освящённым хлебом без вина, восстановление молитв за души в чистилище и восстановление аббатств. Кранмер написал королю решительный ответ на эти требования, в котором осудил восстание. 21 июля Кранмер конфисковал собор Святого Павла, где он впоследствии энергично защищал официальную линию Церкви. Черновик его проповеди, единственный сохранившийся письменный образец его проповеди за всё время его деятельности, показывает, что он сотрудничал с Петром Мучеником в борьбе с восстанием.

### Конец регентства и продолжение реформ (1549—1551)
Восстание Молитвенников и другие события негативно повлияли на регентство Сеймура. Тайный совет разделился. Группа советников-диссидентов во главе с Джоном Дадли объединилась для смещения Сеймура. Кранмер и двое других советников, Уильям Пэджет и Томас Смит, защищали Сеймура. После шквала писем, которыми обменялись стороны, произошёл бескровный государственный переворот, который привел к прекращению протектората Сеймура 13 октября 1549 года. Несмотря на поддержку религиозно консервативных политиков, стоящих за переворотом Дадли, реформаторам удалось сохранить контроль над новым правительством и английская Реформация продолжала развивать свои успехи. Первоначально Сеймур был заключён в Тауэр, но вскоре был освобожден 6 февраля 1550 года и вернулся в совет. Архиепископ смог перевести своего бывшего капеллана Николаса Ридли из малой кафедры Рочестера в лондонскую епархию, в то время как Джон Понет занял прежнюю должность Ридли. Действующие консерваторы были свергнуты и заменены реформаторами.
Первым результатом сотрудничества между Кранмером и Буцером стала Ординальная литургия для рукоположения священников. Этого не было в первом Молитвеннике, и он не был опубликован до 1550 года. Кранмер принял проект Буцера и создал три службы для назначения дьякона, священника и епископа. В том же году Кранмер выпустил «Защиту истинного и католического учения о Таинстве Тела и Крови Христа» (англ. Defence of the True and Catholic Doctrine of the Sacrament of the Body and Blood of Christ), полуофициальное изложение богословия евхаристии в «Молитвеннике». Это была первая книга, на титульном листе которой было написано имя Кранмера. В предисловии резюмируется его конфликт с Римом в хорошо известном отрывке, где он сравнивает «четки, прощения, паломничества и подобное в папстве» с сорняками, но корнями сорняков были пресуществление и жертвенная природа мессы.
Хотя Буцер содействовал развитию английской Реформации, его все же очень беспокоила скорость её продвижения. И Буцер, и Фагиус заметили, что «Молитвенник» 1549 года не был значительным шагом вперед, хотя Кранмер заверил Буцера, что это был только первый шаг и что его первоначальная форма была лишь временной. К концу 1550 года Буцер разочаровался. Кранмер позаботился о том, чтобы он не чувствовал себя отчужденным, и поддерживал с ним тесный контакт. Вскоре внимание было обращено на споры об облачениях. Этот инцидент был инициирован Джоном Хупером, последователем Генриха Буллингера, недавно вернувшегося из Цюриха. Хуперу не нравились молитвенник Кранмера и «Ординал», и он особенно возражал против использования церемоний и облачений. Когда 15 мая 1550 года Тайный совет избрал его епископом Глостера, он поставил условие, что не будет носить требуемые облачения. Он нашёл союзника среди континентальных реформаторов в лице Яна Ласки, который стал лидером церкви Незнакомцев в Лондоне, месте поклонения континентальных протестантских беженцев. Его церковные формы и практики продвинули реформы намного дальше, чем хотелось бы Кранмеру. Буцер и Пётр Мученик, хотя и сочувствовали позиции Хупера, поддержали аргументы Кранмера о сроках и авторитете. Это привело к заключению Хупера в тюрьму, и в конце концов он сдался. Он был освящен 8 марта 1551 года согласно Ординалу и проповедовал перед королем в своих епископских одеждах. Кранмеровское намерение проводить реформы через ряд осторожных шагов было поддержано правительством.

### Финальная программа реформ (1551—1553)
Когда 16 октября 1551 года Сеймур был арестован по обвинению в государственной измене, роль Кранмера в политике уменьшилась. В декабре Сеймур предстал перед судом, и, хотя в вопросе государственной измены он был оправдан, он был признан виновным в совершении фелонии и приговорен к смерти 22 января 1552 года. Это было началом разлада между Кранмером и Дадли. В течение года ситуация усугублялась постепенным присвоением церковной собственности регентством. Но и во время этих политических потрясений Кранмер одновременно работал над тремя основными проектами своей программы реформ: пересмотром канонического права, пересмотром «Молитвенника» и формированием исповедания.
Первоначальный католический канонический закон, определявший управление в церкви, явно нуждался в пересмотре после разрыва Генриха с Римом. Во время правления Генриха было предпринято несколько попыток пересмотра, но они были отложены, поскольку скорость реформ опережала время, необходимое для работы над исправлением. Когда скорость реформ стабилизировалась, Кранмер в декабре 1551 года сформировал комитет для возобновления работы. Он пригласил туда Петра Мученика, а также попросил принять участие Ласки и Хупера, продемонстрировав свою обычную привычку прощать прошлые поступки. Кранмер и Мученик осознавали, что успешное принятие реформированного церковного кодекса законов в Англии будет иметь международное значение. Кранмер планировал собрать вместе все реформированные церкви Европы под руководством Англии, чтобы противостоять Тридентскому собору, ответу католической церкви на протестантскую Реформацию. В марте 1552 года Кранмер пригласил ведущих континентальных реформаторов Буллингера, Жана Кальвина и Меланхтона приехать в Англию и принять участие в экуменическом соборе. Ответ был разочаровывающим: Меланхтон не ответил, Буллингер заявил, что ни один из них не может покинуть Германию, поскольку она была раздираема войной между императором и лютеранскими князьями, и, хотя Кальвин проявил некоторый энтузиазм, он сказал, что не может приехать. Кранмер уважил причину Кальвина и написал в ответе: «Тем временем мы реформируем Английскую Церковь в меру наших возможностей и приложим все усилия, чтобы её доктрины и законы были улучшены по образцу Священного Писания». Проект продолжился. Когда окончательная версия была представлена парламенту, разрыв между Кранмером и Дадли был уже значительным, и регент в Палате лордов фактически утопил новый законопроект о пересмотре канонического права.
Как и в случае с первым «Молитвенником», истоки и участники работы над его пересмотром неясны, но точно известно, что Кранмер руководил проектом и его развитием. Работа началась ещё в конце 1549 года, когда Кентерберийский собор собрался для обсуждения этого вопроса. В конце 1550 г. были запрошены мнения Петра Мученика и Буцера о том, как можно улучшить литургию, и они значительно повлияли на пересмотр «Молитвенника». Точка зрения духовного присутствия была прояснена использованием разных терминов для хлеба и вина причастия. В новых положения отмечалось, что можно использовать любой вид хлеба, а любой оставшийся хлеб или вино может использовать священник, тем самым отделяя элементы от любого физического присутствия. Новая книга исключила любую возможность молитв за умерших, поскольку такие молитвы подразумевали поддержку доктрины чистилища. В Законе о единообразии 1552 года, разрешившем использование «Молитвенника», указано, что она будет использоваться исключительно с 1 ноября. Окончательная версия была в спешке переписана в последний момент перед публикацией из-за вмешательства Дадли. Путешествуя по северу страны, он встретил шотландского реформатора Джона Нокса, который тогда жил в Ньюкасле. Впечатленный его проповедью, Дадли назначил его королевским капелланом и привез на юг для участия в реформах. В проповеди перед королем Нокс осудил практику преклонения колен во время причастия. 27 сентября 1552 года Тайный совет остановил печать нового «Молитвенника» и сказал Кранмеру отредактировать его. Он ответил длинным письмом, аргументируя, что Парламент только с королевского согласия может принять решение о любых изменениях в литургии. 22 октября собор решил оставить литургию как есть и добавить так называемую «черную рубрику», которая объясняет, что поклонение при причастии не предписывается.
Истоки исповедания, которое в итоге стало «Сорока двумя статьями», также неясны. Ещё в декабре 1549 г. архиепископ требовал от своих епископов подписи под некоторыми доктринальными положениями. В 1551 году Кранмер представил епископам свой вариант исповедания, но его статус оставался неоднозначным. Кранмер не вложил достаточно усилий в разработку положений, скорее всего, из-за работы над пересмотром канонического закона. Он стал проявлять большую заинтересованность в разработке исповедания, когда надежда на Вселенский собор начала угасать. В сентябре 1552 года над черновой версией положений работали Кранмер и Джон Чик, его друг-ученый, которому было поручено перевести их на латынь. Когда в мае 1553 года, наконец, были опубликованы «Сорок две статьи», на титульном листе говорилось, что статьи были согласованы собором и опубликованы властью короля. На самом деле это было не так, и ошибка, вероятно, была вызвана недопониманием между архиепископом и Тайным советом. Кранмер пожаловался на это совету, но власти отреагировали, отметив, что статьи были разработаны во время собора, и поэтому уклонились от прямого ответа. Совет дал Кранмеру досадную задачу — потребовать от епископов, многие из которых выступили против них и указали на ошибку титульного листа, подписи под положениями. Когда Кранмер выполнял эту задачу, развернулись события, которые сделали эту подписку бесполезной.

### Судебный процесс, отречения, казнь (1553—1556)
В 1553 году Эдуард VI серьёзно заболел туберкулезом, и врачи сообщили советникам, что жить ему осталось недолго. В мае того же года совет отправил несколько писем континентальным реформаторам, уверяя их, что здоровье Эдуарда улучшается. Среди писем было одно, адресованное Меланхтону с приглашением приехать в Англию, чтобы занять кафедру Реджес в Кембридже, которая была вакантной после смерти Мартина Буцера в феврале 1551 года. И Генрих VIII, и Кранмер ранее не смогли убедить Меланхтона приехать; на этот раз совет приложил больше усилий, отправив ему аванс для покрытия дорожных расходов. В дополнение Кранмер отправил личное письмо, в котором убеждал его принять это предложение. Несмотря на его просьбу, Меланхтон снова отказался от плавания в Англию. В то время как осуществлялась эта попытка поддержать Реформацию, совет работал над тем, чтобы убедить судей посадить на трон протестантку леди Джейн Грей, двоюродную сестру Эдуарда, вместо католички Марии, дочери Генриха и Екатерины Арагонской. 17 июня 1553 года король завещал, что Джейн унаследует трон, что противоречило «Третьему акту о наследовании». Кранмер попытался поговорить с Эдуардом наедине, но ему было отказано, и его аудиенция с королём произошла в присутствии советников. Эдуард сказал ему, что поддерживает то, что написал в своём завещании. Кранмер должен был поддержать Джейн 19 июня, когда был отдан королевский приказ о созыве собора для признания новой преемственности.
К середине июля в нескольких провинциях Англии произошли восстания в пользу Марии, и поддержка Джейн в совете упала. Когда Мария была провозглашена королевой, Дадли, Ридли, Чик и отец Джейн, герцог Саффолк, были заключены в тюрьму. Против архиепископа никаких действий предпринято не было. 8 августа он совершил похороны Эдуарда в соответствии с обрядами «Молитвенника». В течение этих месяцев он советовал другим, в том числе Петру Мученику, бежать из Англии, но сам решил остаться. Реформатские епископы были отстранены от должностей, а представители консервативного духовенства, такое как Эдмунд Боннер, были восстановлены в должностях. Кранмер не сдался без боя. Когда распространились слухи о том, что он разрешил проведение мессы в Кентерберийском соборе, он объявил их ложными и сказал: «Все учение и религия, по словам нашего суверенного лорда, короля Эдуарда VI, более чисты и соответствуют слову Божьему, чем все, что использовалось в Англии за последнее тысячелетие». Неудивительно, что правительство сочло заявление Кранмера равносильным подстрекательству к мятежу. Ему было приказано предстать перед Звёздной палатой 14 сентября, и в этот день он в последний раз попрощался с Мучеником. Кранмера отправили прямо в Тауэр, присоединив к Хью Латимеру и Николасу Ридли.
13 ноября 1553 года Кранмер и четверо других были привлечены к суду за измену, признаны виновными и приговорены к смертной казни. Многочисленные свидетели свидетельствовали, что Кранмер поощрял ересь и писал еретические произведения. В течение февраля 1554 года Джейн Грей и другие противники Марии были казнены. Настало время разобраться с религиозными лидерами реформаторов, и 8 марта 1554 года Тайный совет приказал перевести Кранмера, Ридли и Латимера в тюрьму Бокардо в Оксфорде в ожидании второго суда по обвинению в ереси. За это время Кранмер смог отправить письмо Мученику, сбежавшему в Страсбург, последний сохранившийся документ, написанный его собственной рукой. Он заявил, что безвыходное положение реформатской церкви было доказательством того, что она в конечном счёте будет разрешена, и написал: «Я молю, чтобы Бог дал нам выдержать до конца!» («…претерпевший же до конца спасётся» Мф. 10:22). Кранмер оставался заключённым в тюрьме Бокардо в течение семнадцати месяцев до того, как 12 сентября 1555 года начался судебный процесс. Хотя он проходил в Англии, суд находился под папской юрисдикцией, и окончательный приговор должен был быть вынесен в Риме. На допросе Кранмер признал все факты, которые ему предъявили, но отрицал предательство, неповиновение или ересь. Суд над Латимером и Ридли начался вскоре после суда над Кранмером, но приговоры были вынесены почти сразу, и 16 октября они были сожжены на костре. Кранмера отвели на башню, чтобы наблюдать за происходящим. 4 декабря Рим решил судьбу Кранмера, лишив его архиепископства и разрешив светским властям привести приговор в исполнение.
В последние дни перед казнью условия содержания Кранмера изменились, что привело к нескольким отречениям. 11 декабря Кранмера вывезли из Бокардо и поместили в дом декана церкви Христа. Условия в этом месте сильно отличались от условий двух лет его тюремного заключения. Там он был членом академического сообщества, и с ним обращались как с гостем. С ним общался доминиканский монах Хуан де Вильягарсия, и он обсудил вопросы папского верховенства над церковью и чистилища. В своих первых четырёх отречениях, произнесённых в период с конца января до середины февраля, Кранмер подчинился власти короля и королевы и признал папу главой церкви. 14 февраля 1556 года он был лишен священного сана и вернулся в Бокардо. Он уступил очень мало, и Эдмунд Боннер не был удовлетворен этим признанием. 24 февраля был выдан приказ мэру Оксфорда, и дата казни Кранмера была назначена на 7 марта. Через два дня после выдачи судебного приказа было опубликовано пятое заявление, первое, которое можно было назвать истинным отречением. Кранмер отвергал лютеранское и цвинглианское богословие, полностью принимал католическое, включая папское верховенство и пресуществление, и заявил, что вне католической церкви нет спасения. Он объявил о своей радости возвращения в католическую веру, попросил и получил сакраментальное отпущение грехов и принял участие в мессе. Сожжение Кранмера было отложено, и в соответствии с обычной практикой канонического права, он должен был быть оправдан. Мария решила, что откладывать дальше нельзя. Его последнее отречение было сделано 18 марта. Это были слова сломленного человека, полное признание греха. Несмотря на положение канонического закона о том, что после отречения казнь подлежит отсрочке, Мария была полна решимости показать на его примере, что «его беззаконие и упорство были настолько велики против Бога и вашей милости, что вашему милосердию и милосердию не должно быть места для него». Казнь не стали отсрочивать.
Кранмеру сказали, что он сможет сделать последнее отречение, но на этот раз публично, во время службы в университетской церкви. Он написал и представил речь заранее, и она была опубликована после его смерти. За кафедрой в день казни он начал с молитвы и увещевания повиноваться королю и королеве, но закончил свою проповедь совершенно неожиданно, отклонившись от подготовленного сценария. Он отказался от отречений, которые он написал или подписал собственноручно после его уныния, и заявил, что, как следствие, его правая рука, которой он писал, сгорит первой в качестве наказания. Затем он сказал: «А что касается папы, я отвергаю его как врага Христа и Антихриста со всем его лжеучением». Его сняли с кафедры и отвели туда, где шесть месяцев назад были сожжены Латимер и Ридли. Когда пламя охватило его, он выполнил своё обещание, вложив правую руку в самую середину пламени, говоря: «Эта недостойная рука». Его предсмертными словами были: «Господь Иисус, прими мой дух … Я вижу открытые небеса и Иисуса, стоящего одесную Бога».

## Последствия и наследие
Правительство Марии Тюдор издало трактат со всеми шестью отречениями, а также текст речи, которую Кранмер должен был произнести в университетской церкви. В трактате его последующий отказ от своих отречений не упоминается. Факт отказа Кранмера от отречений стал столь общеизвестным, что игнорирование её трактатом лишь негативно повлияло на правительственную пропаганду. Факт отречения Кранмера также негативно сказался на имидже протестантской партии, так как ссыльные проповедники в основном занимались публикацией его произведений. Впоследствии, в 1559 году, Джон Фокс записал историю Кранмера, и она занимает видное место в его «Книге мучеников», которая впервые была напечатана в 1563 году.
Семья Кранмера была сослана на континент в 1539 году. Точно неизвестно, когда они вернулись в Англию, но вскоре после вступления на престол Эдуарда VI в 1547 году Кранмер публично признал их присутствие в королевстве. О детстве и юности его детей известно немного. Его дочь Маргарет, вероятно, родилась в 1530-х годах, а его сын Томас родился позже, вероятно, во время правления Эдуарда. Примерно во время восшествия Марии на престол жена Кранмера, Маргарет, сбежала в Германию, а его сына доверили его брату Эдмунду Кранмеру, который увёз его с собой на континент. Дочь Томаса Маргарет Кранмер в конце концов вышла замуж за любимого издателя Кранмера, Эдварда Уитчерча. Пара вернулась в Англию после правления Марии и поселилась в Сюррее. Уитчерч умер в 1562 году, и Маргарет вышла замуж за Бартоломео Скотта. Она умерла в 1570. Оба ребёнка Кранмера умерли бездетными, и его род угас.
Когда Елизавета I пришла к власти, она восстановила независимость англиканской церкви от Рима в рамках елизаветинского религиозного урегулирования. Церковь, которую она восстановила, фактически представляла собой копию эдуардовской церкви сентября 1552 года. Елизаветинская молитвенная книга была в основном изданием Кранмера 1552 года, но без «Черной рубрики». На Соборе 1563 г. из 42 положений, которые так и не были приняты церковью, были вычеркнуты положения о евхаристии. В результате положения были приняты в количестве 39 положений. Большинство изгнанных Марией вернулись в Англию и возобновили свою церковную деятельность. Для некоторых, таких как Эдмунд Гриндал, архиепископ Кентерберийский во время правления Елизаветы, Кранмер стал примером человека, чей труд следует поддерживать и развивать.
Главными целями Кранмера было сохранение верховенства короля над англиканской церковью и распространение реформатских богословия и практики. Ученые отмечают, что его больше всего помнят за его вклад в области языка и культурной самобытности. Его произведения способствовали развитию английского языка, а «Книга общих молитв» является важным вкладом в английскую литературу, которая повлияла на многих известных личностей в англоязычном мире. Она использовалась на англиканских богослужениях на протяжении четырёхсот лет.
Католические биографы иногда изображают Кранмера беспринципным оппортунистом, никодимитом и орудием королевской тирании. Со своей стороны, протестантские биографы иногда, кажется, не замечают тех периодов, когда Кранмер изменял своим собственным принципам. Обе стороны согласны в том, что Кранмер является увлеченным ученым, чья жизнь показала сильные и слабые стороны очень человечного и часто недооцененного реформатора. Англиканское сообщество считает его мучеником Реформации и поминает его 21 марта, в годовщину его смерти.

## Историография
Несмотря на свою значимость, личность Томаса Кранмера очень слабо представлена в отечественной историографии. Однако же стоит обратить внимание на работу Н. А. Смирновой о деятельности архиепископа Кентерберийского. Британские же историки уделили пристальное внимание Кранмеру, что, в общем-то, неудивительно. Только в XIX веке было опубликовано около 30 биографий и биографических эссе о Кранмере. Оценки деятельности Томаса Кранмера напрямую зависели от религиозной принадлежности авторов. Понятно, что католические историки нелестно отзывались о протестанте Кранмере в своих сочинениях.
В XX веке появилось несколько важных работ. Автором довольно объемной биографии Томаса Кранмера является Д.Мак-Каллок, в своей довольно пристрастной работе он широко анализирует деятельность архиепископа, акцентируя особое внимание на ошибках и неудачах Кранмера. Автором другой биографии известного деятеля Реформации является Ридли Джаспер, однако несмотря на сравнительную полноту работы, Джаспера справедливо критикуют богословы за большое количество неточностей.

## Образ в кинематографе и на телеэкране
Кранмер стал персонажем романов Хилари Мантел «Вулфхолл», «Введите обвиняемых», «Зеркало и свет». Он появился в ряде фильмов и сериалов. Его сыграли:
- Лоренс Ханрей[англ.] в фильме «Частная жизнь Генриха VIII», 1933 год.
- Хэлливел Гоббс в фильме «Принц и нищий», 1937 год.
- Ламсден Хейр[англ.] в фильме «Малышка Бесс», 1953 год.
- Кэмпбелл Копелин[англ.] в телефильме «Человек на все времена»[англ.], 1964 год.
- Сирил Лакхем[англ.] в фильме «Человек на все времена», 1966 год.
- Бернард Хептон[англ.] в фильме «Генрих VIII и его шесть жен (1972 год) и в телевизионных сериалах «Шесть жён Генриха VIII»[англ.] (1970 год) и „Королева Елизавета Английская“, 1971 год.
- Роберт Джеймс[англ.] в фильме „Принц и нищий“, 1976 год.
- Ричард Херндалл[англ.] в фильме Принц и нищий[англ.]», 1977 год.
- Дэвид Уоллер[англ.] в фильме «Леди Джейн», 1986 год.
- Милтон Кэдман в фильме Человек на все времена[англ.]«, 1988 год.
- Джеймс Грин[англ.] в роли Кранмера в фильме Принц и нищий[англ.]», 2000 год.
- Кристофер Рикс в фильме Дэвид Уоллер[англ.], 2001 год.
- Майкл Малони в фильме «Генрих VIII», 2003 год.
- Билл Уоллис[англ.] в фильме «Ещё одна из рода Болейн», 2008 год.
- Ханс Мэтисон в телевизионном сериале «Тюдоры», 2007—2010 гг.
- Уилл Кин[англ.] в телевизионном сериале «Волчий зал», 2015 год.
- Абин Галейя в телевизионном сериале «Анна Болейн», 2021 год.

## Комментарии
1. ↑  В более ранней русскоязычной литературе — Фома Кранмер
2. ↑  По мнению МакКаллоха, он убедился в этом за два года до того, как увлекся Анной Болейн. [18]
3. ↑  Полное название - «Определения самых известных и самых выдающихся университетов Италии и Франции о том, что мужчине незаконно жениться на жене своего брата, и что Папа не имеет полномочий разрешить это», вполне вероятно, что Кранмер осуществил перевод с латыни на английский. Сравнивая версии на двух языках, МакКаллох отмечает, что документ обнаруживает первые признаки перехода от гуманистического католицизма к более радикально реформатской позиции. [22]
4. ↑  По словам Хауэлла, ему было выдвинуто несколько обвинений, но главное из них было обвинением в ереси. [69].
5. ↑  Говорили, что его борода означала оплакивание короля и неприятие старой церкви. [75].

## Дополнительные литература
- Philip Edgecumbe Hughes. Faith and Works: Cranmer and Hooker on Justification (англ.). — Wilton, Conn.: Morehouse-Barlow, 1982. — ISBN 0-8192-1315-2.
- Richard Wilkinson. Thomas Cranmer: The Yes-Man Who Said No: Richard Wilkinson Elucidates the Paradoxical Career of One of the Key Figures of English Protestantism (англ.) // History Review : журнал. — 2010. — Vol. 68.
- Leslie Williams. Emblem of Faith Untouched: A Short Life of Thomas Cranmer (англ.). — Grand Rapids, MI: Eerdmans, 2016.